# علی‌اکبر اخوی
علی اکبر اخوی (۱۳۶۱–۱۲۸۱) وکیل دادگستری، استاد دانشگاه تهران و وزیر اقتصاد ملی در کابینه دوم دکتر محمد مصدق بود.

## تولد و تحصیلات
اخوی در سال ۱۲۸۱ در تهران به دنیا آمد و مدرک لیسانس حقوق را از مدرسهٔ حقوق تهران اخذ کرد. سپس با استفاده از بورسیه دولت در زمان رضا شاه دکترای حقوق خود را در فرانسه به اتمام رساند.

## فعالیت‌های کاری و سیاسی
او بعد از مراجعت به ایران در دادگستری مشغول به کار شد و از ریاست شعب در شهرستان‌ها تا مستشاری دیوان عالی را طی می‌کند. سپس به آمریکا مهاجرت کرده و به کار بازرگانی مشغول می‌شود. مصدق او را در کابینه دوم خود به سمت وزیر اقتصاد ملی منصوب می‌کند. او پس از کودتای ۲۸ مرداد ۱۳۳۲ از فعالیت‌های حقوقی و سیاسی خودداری کرده و به آمریکا برگشت.